# 成田国際空港警察署
成田国際空港警察署（なりたこくさいくうこうけいさつしょ）は、千葉県警察が管轄する警察署。

## 所在地
- 千葉県成田市古込字込前133番地
  - 最寄り駅：東成田駅

## 管轄区域
成田市及び山武郡芝山町のうち成田国際空港供用区域

## 庁舎概要
成田国際空港警察署別館
- 竣工年 : 1994年
- 延床面積 : 1,434m2
- 構造/規模 : RC造、地上3階

## 沿革
- 1972年（昭和47年）3月30日 - 千葉県が新東京国際空港を管轄する千葉県新東京空港警察署を新設し、千葉県公安委員会規則で定める日から施行する内容の千葉県警察基本条例の一部を改正する条例（昭和47年千葉県条例第19号）を公布。
- 1978年（昭和53年）
  - 2月17日 - 千葉県警察基本条例の一部を改正する条例附則ただし書の規定により施行期日を定める規則（昭和53年千葉県公安委員会規則第1号）[1]により、条例の施行期日を翌2月18日とした。
  - 2月18日 - 新東京国際空港の開港に際して、千葉県新東京空港警察署新設。空港警察署としては全国で3番目に設置された。空港内のみを管轄としていたが署員数は220人と都市部の警察署並みの規模であった。国際空港であることから、語学に堪能な署員を多く集めていた[2]。
- 2004年（平成16年）4月1日 - 新東京国際空港の名称が成田国際空港に変更されたことに伴い、千葉県成田国際空港警察署に改称[3]。

## 詰所
- 第1ターミナルビル地下1階詰所
- 第1ターミナルビル1階詰所
- 第1ターミナルビル4階詰所
- 第2ターミナルビル地下1階詰所
- 第2ターミナルビル1階詰所
- 第2ターミナルビル3階詰所

第3ターミナルには現時点で詰所を持たない。

## その他

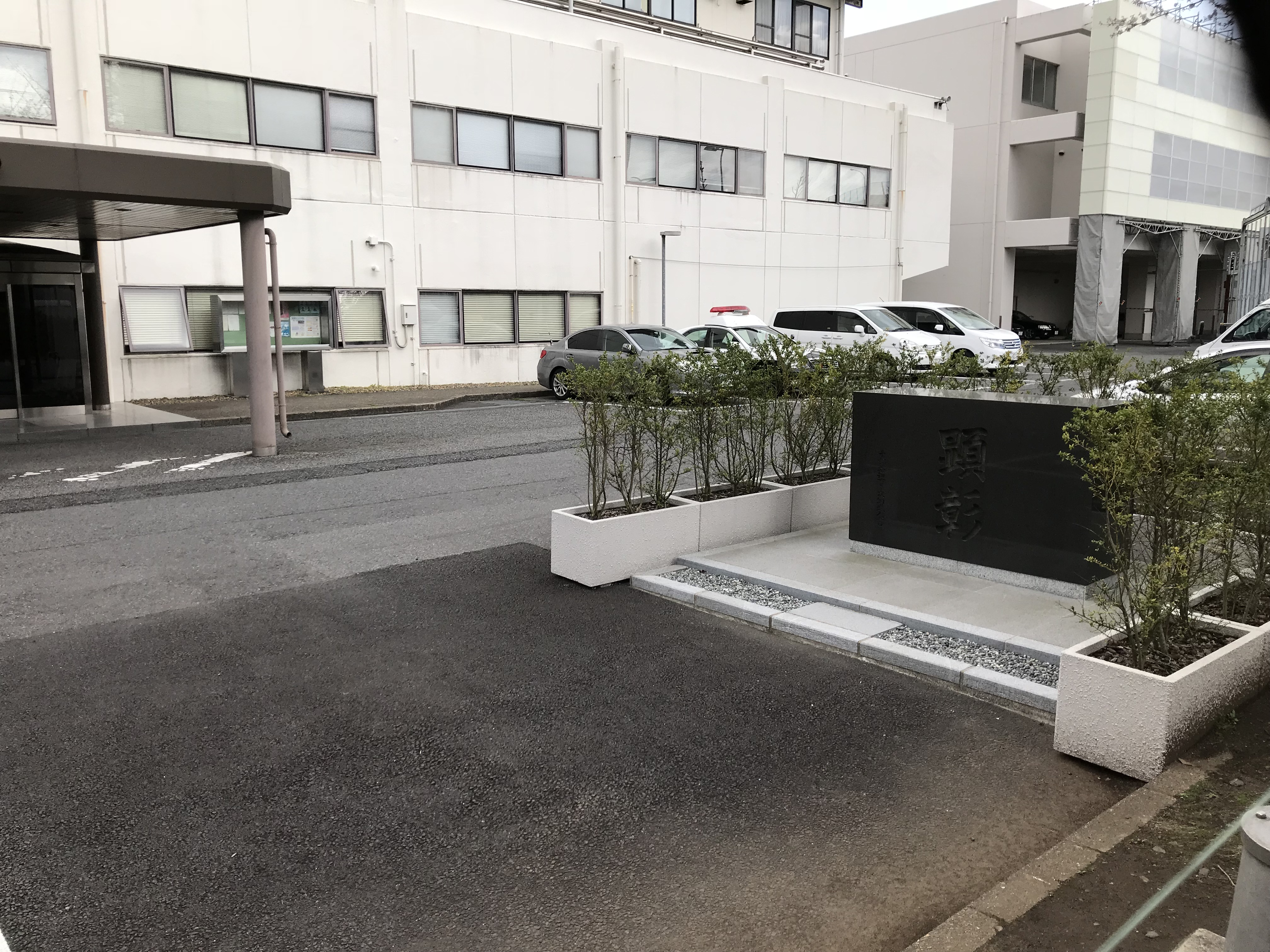
殉職者顕彰碑

警察署敷地内に成田空港警備の中で殉職した警察官の顕彰碑がある。